# Mashable
Mashable est un site web d'actualité anglophone et un blogue d'information fondé par Pete Cashmore. Le site web se concentre principalement sur les actualités fournies par les médias sociaux, mais traite aussi des nouveautés et du développement de la téléphonie mobile, du divertissement, des vidéos en ligne, du monde des affaires, de la programmation web ainsi que des technologies en général. Mashable fut fondé en juillet 2005 par Pete Cashmore, depuis sa résidence à Aberdeen (Écosse).

## Histoire
Le 9 mars 2009, Mashable annonça qu'ils avaient fait acquisition de Blippr, un service de micro-critique permettant aux utilisateurs de critiquer des jeux, des livres, des films ou encore des applications en ligne en moins de 160 caractères.
Avec plus de trente millions de pages vues par mois et un rang mondial inférieur à 300 selon le site statistique Alexa, Mashable est l'un des plus importants site web au monde et demeure suivi au travers de nombreux réseaux sociaux. Ainsi, en janvier 2015, le site compte près de 5 millions d'abonnés sur Twitter et plus de 3 millions de fans sur Facebook. Mashable dispose également d'un site emploi, Mashable Job Board, qui selon SimilarWeb totalise plus de 80 000 visites en décembre 2014.
En mars 2016, le site voit le jour en français, en partenariat avec France 24. Il est fermé le 12 septembre 2018 à la suite d'un désaccord stratégique entre le groupe France Médias Monde (la maison-mère de France 24) et le repreneur américain de Mashable, Ziff Davis.

## Annual Mashable Awards
Le 27 novembre 2007, Mashable lança la première édition des Open Web Awards, dans le but de récompenser les meilleurs services et communautés disponibles en ligne. Le vote fut mené au travers de Mashable ainsi que ses 24 blogues partenaires. Le 10 janvier 2008, au Palace Hotel de San Francisco, Mashable annonça les gagnants de la première édition des Open Web Awards. Parmi les gagnants de cette édition, on peut citer Digg, Facebook, Google, Twitter, YouTube, ESPN, and Pandora.
La seconde édition des Open Web Awards prit place entre novembre et décembre 2008. Les gagnants dans la branche « People's Choice » (en français « le choix des internautes »), furent Encyclopedia Dramatica dans la catégorie wiki, Digg comme site d'actualités communautaires et de partage de signets, Netlog comme réseaux social dominant et MySpace dans la catégorie « Lieux et évènements ».
La troisième édition des Open Web Awards se tint entre novembre et décembre 2009. Parmi les gagnants, on retrouva à nouveau Pandora nommé pour le/la meilleur(e) site ou application, Fish Wrangler pour le meilleur jeu Facebook et Surprise Marriage Proposal in Spain pour la meilleure vidéo YouTube[réf. nécessaire].
En 2010, pour la quatrième édition, Mashable renomma les Open Web Awards en Annual Mashable Awards. Ces derniers furent officiellement lancés le 27 septembre 2010, avec des catégories telles que la meilleure application mobile, la meilleure utilisation d'une API existante, la meilleure vidéo internet, la jeune entreprise la plus prometteuse ou encore l'entrepreneur de l'année[réf. nécessaire].

## Mashable Job Board
Mashable Job Board est le site emploi du site internet Mashable, spécialisé dans les offres d'emploi dans les secteurs du numérique, de la technologie et de l'innovation[réf. souhaitée].